# Линдал, Брюс
Брюс Эверит Линдал (англ. Bruce Everitt Lindhal; 29 января 1953, Сент-Чарльз, округ Ду-Пейдж, штат Иллинойс — 4 апреля 1981, Нейпервилл, штат Иллинойс) — американский убийца и насильник, совершивший серию убийств и изнасилований  в конце 1970-х - начале 1980-х на территории штата Иллинойс. В 2020 году, спустя 39 лет после его смерти на основании ДНК-экспертизы была доказана виновность Линдала в совершении убийства 16-летней Памелы Морер, убитой 13 января 1976 года в округе Ду-Пейдж. В связи с чем, Брюс Линдал был объявлен подозреваемым в совершении как минимум 12 убийств и 9 изнасилований, совершенных в разных округах и пригородах Чикаго с 1974 по 1981 год, расследование которых было возобновлено. Всего же за указанный период времени в округе Ду-Пейдж и близлежащих ему округах было убито более 70 девушек и женщин.

## Биография
Брюс Линдал родился 29 января 1953 года в одном из пригородов Чикаго под названием Сент-Чарльз в семье Джерома и Арлин Линдал. Помимо него, в семье было еще 3 детей. Вскоре после рождения его семья переехала в другой пригород Чикаго - Даунерс Гроув, где Брюс посещал школу «Downers Grove North High School», которую окончил в 1971 году. После окончания школы Линдал поступил в колледж, который окончил в середине 1970-х со специальностью инженер-электромеханик. Последующие несколько лет Брюс Линдал работал электромехаником, а также  мастером производственного обучения в профессиональном техническом училище «Midvalley Vocational Center» в городе Кейнвилл, штат Иллинойс. В свободное от работы время Линдал увлекался парашютизмом и ракетболом, большинство из его друзей и знакомых отзывались о нем крайне положительно, несмотря на то что он легко впадал в состояние аффекта и периодически проявлял агрессивное поведение по отношению к окружающим. Кроме этого в декабре 1976 года он был арестован  за хранение марихуаны, но в серьезном увлечении наркотическими средствами замечен не был

## Серия преступлений
Начиная с 1974 года Брюс Линдал совершил множество мелких правонарушений и неоднократно подвергался арестам, но каждый раз суд в отношении него ограничивался административными штрафами. В течение этого периода времени Линдал сменил несколько мест жительства. В разные годы он проживал в городе Чикаго и его различных пригородах, прежде чем переехал в город Орора в 1978 году. 6 марта 1979 года, проживая в городе Орора, Брюс Линдал под предлогом продажи марихуаны заманил в свой дом 20-летнюю Аннет Лазар, где под угрозой оружия изнасиловал ее. Он отпустил девушку после того, как она дала ему согласие на продолжение дальнейших интимных отношений, после чего Лазар обратилась в полицию. Однако так как Аннет Лазар была наркозависимой, а дом где произошло изнасилование - принадлежал офицеру полиции Дейву Торресу, который был близким другом Линдала, полиция сочла показания девушки недостоверными, а Брюсу Линдалу никаких обвинений в итоге предъявлено не было
23 июня 1980 года Линдал  на парковке одного из торговых центров в городе Орора совершил похищение 25-летней Дебры Коллиандер. Преступник отвез девушку в свои апартаменты, где изнасиловал, после чего отпустил. Коллиандер заявила в полицию об этом. На этот раз Брюс Линдал был арестован и ему были предъявлены обвинения. Заплатив залог, Линдал был отпущен на свободу. 7 октября того же года Дебра Коллиандер после окончания рабочего дня пропала без вести, в связи с чем судебный процесс который должен был состояться в 1981 году - был отменен за отсутствием ключевого свидетеля, а все обвинения против Линдала в конечном итоге были сняты.
22 декабря 1980 года Брюс совершил нападение на 30-летнюю женщину в северной части города Орора после того как она отказалась оказать ему сексуальные услуги за материальное вознаграждение. Так как свидетелями преступления стали несколько человек, Линдал поспешил покинуть место преступления, не причинив жертве тяжкого вреда здоровью. Пострадавшая женщина обратилась в полицию, в ходе допроса ей были предъявлены фотографии преступников для визуальной идентификации, но так как среди предъявленных ей фотографий отсутствовала фотография Линдала, жертва указала на другого человека, имевшего схожего с ним черты внешности.
28 января 1981 года, Линдал был уличен в незаконном прослушивании и записи чужих телефонных разговоров с целью вымогательства. При попытке задержания, он совершил нападение на офицера полиции, наставив на него ружье. После ареста, ему были предъявлены обвинения в сопротивлении аресту, незаконном хранении оружия и нападении, но он снова был отпущен под залог и оставался на свободе во время предварительного расследования.

## Убийство Чарльза Хубера и смерть
4 апреля 1981 в одном из торгово-развлекательных центров города Нейпервилл, Линдал познакомился с 18-летним Чарльзом Хубером. После игры в боулинг Брюс Линдал предложил Хуберу отправиться в квартиру девушки Брюса с целью совместного распития спиртных напитков. Хубер согласился. Вечером того же дня они явились в апартаменты подруги Линдала, где Линдал вскоре совершил убийство Чарльза Хубера, нанеся ему 28 ножевых ранений. Во время совершения убийства жертва оказала сопротивление, благодаря чему Линдал также получил ранение ножом в бедро, который повредил бедренную артерию, следствием чего явилось обильное кровотечение, от последствий которого Брюс Линдал умер в течение нескольких минут.

## Последующие события
После смерти Линдала одна из его потенциальных жертв, которая подверглась нападению 22 декабря 1980 года, заявила в полицию об идентификации его в качестве преступника. Во время осмотра его апартаментов были найдены несколько фотографий молодых девушек, в том числе фотография 16-летней Деборы Макколл, жительницы Доунерс-Гроув, которая пропала без вести в ноябре 1979 года. Следствие подозревало, что Линдал причастен к исчезновению девушки, тело которой так никогда и не было найдено.
В 1982 году было обнаружено полуразложившееся тело одной из жертв Линдала - Дебры Коллиандер, пропавшей без вести 7 октября 1980 года. После того как в полицию позвонил человек, заявивший о том, что Брюс предлагал ему материальное вознаграждение за убийство Коллиандер в связи с ее статусом ключевого свидетеля на предстоящем судебном процессе, следствие также внесло Линдала в список подозреваемых в совершении убийства девушки, так как у него имелся мотив.
В 1993 году было возобновлено уголовное дело об убийстве 16-летней Памелы Морер, убитой в январе 1976 года. Так девушка перед смертью была изнасилована, на ее теле были найдены биологические следы преступника, из которых была выделена его ДНК. С помощью публичных сайтов генетической генеалогии, было выяснено что профиль ДНК убийцы совпал с профилем ДНК родственников Брюса Линдала. В 2019 году его тело было эксгумировано и из его останков был взят образец плоти, из которой впоследствии была выделена ДНК, годная к лабораторным исследованиям. С помощью лабораторных исследований, в январе 2020 года была доказана вина Линдала в совершении убийства Памелы Морер. Представители полиции округа Ду-Пейдж после этого заявили, что в содействии с полицией других округов и Департамента Полиции Чикаго будут проведены дальнейшие ДНК-экспертизы с целью установить причастность Брюса Линдалу к совершению еще как минимум 12 убийств.